# Národní parky na Slovensku
Na Slovensku bylo zřízeno 9 národních parků. Pět z nich bylo vyhlášeno již za Československa a zbývající čtyři vznikly již v samostatném Slovensku.
| Název                                                         | Rok založení | Rozloha (km²) | Rozloha ochranného pásma (km²) | Geodata  |
| ------------------------------------------------------------- | ------------ | ------------- | ------------------------------ | -------- |
| Tatranský národní park (Tatranský národný park, TANAP)        | 1949         | 738           | 307,03                         | OSM, WMF |
| Pieninský národní park (Pieninský národný park)               | 1967         | 37,4962       | 223,6837                       | OSM, WMF |
| Národní park Nízké Tatry (Národný park Nízke Tatry, NAPANT)   | 1978         | 728,42        | 1101,62                        | OSM, WMF |
| Národní park Malá Fatra (Národný park Malá Fatra)             | 1988         | 226,3         | 232,62                         | OSM, WMF |
| Národní park Slovenský ráj (Národný park Slovenský raj)       | 1988         | 197,63        | 130,11                         | OSM, WMF |
| Národní park Muráňská planina (Národný park Muránska planina) | 1997         | 203,18        | 216,98                         | OSM, WMF |
| Národní park Poloniny (Národný park Poloniny)                 | 1997         | 298,05        | 109,73                         | OSM, WMF |
| Národní park Slovenský kras (Národný park Slovenský kras)     | 2002         | 346,1108      | 117,4157                       | OSM, WMF |
| Národní park Velká Fatra (Národný park Veľká Fatra)           | 2002         | 403,71        | 261,32                         | OSM, WMF |